# 23383 Schedios
23383 Schedios è un asteroide troiano di Giove del campo greco. Scoperto nel 1973, presenta un'orbita caratterizzata da un semiasse maggiore pari a 5,2041714 UA e da un'eccentricità di 0,1073553, inclinata di 10,81184° rispetto all'eclittica.
L'asteroide è dedicato a Schedio, il comandante dei Focesi durante l'assedio di Troia.